# Ocrisiodes
Ocrisiodes is een geslacht van vlinders van de familie snuitmotten (Pyralidae), uit de onderfamilie Phycitinae.

## Soorten
- O. acervella Erschoff, 1874
- O. alphitopis Meyrick, 1937
- O. antiopa Roesler, 1988
- O. bamella Amsel, 1958
- O. chirazalis Amsel, 1950
- O. discomaculella Ragonot, 1888
- O. dispergella Ragonot, 1887
- O. exasperata Staudinger, 1879
- O. florella Mann, 1862
- O. fumosella Ragonot, 1887
- O. keredjella Amsel, 1961
- O. khorassanella Amsel, 1950
- O. minimella Amsel, 1970
- O. miridella Ragonot, 1893
- O. polyptychella Ragonot, 1887
- O. pristophorella Amsel, 1951
- O. ruptifasciella Ragonot, 1887
- O. sesamella Roesler, 1988
- O. taftanella Amsel, 1950
- O. velocella Toll, 1948